# César Villaluz
César Osvaldo Villaluz Martínez (ur. 18 lipca 1988 w mieście Meksyk) – meksykański piłkarz występujący na pozycji ofensywnego lub prawego pomocnika lub cofniętego napastnika, reprezentant Meksyku.

## Kariera klubowa
Villaluz pochodzi ze stołecznego miasta Meksyk i jest wychowankiem akademii juniorskiej tamtejszego klubu Cruz Azul, w której rozpoczął treningi w wieku dwunastu lat. Do seniorskiej drużyny został natomiast włączony już jako siedemnastolatek przez szkoleniowca Isaaca Mizrahiego i w meksykańskiej Primera División zadebiutował 2 kwietnia 2006 w przegranym 1:2 meczu z San Luis. Premierowego gola w najwyższej klasie rozgrywkowej strzelił natomiast 3 maja tego samego roku w konfrontacji z Tolucą, również przegraną 1:2. W wyjściowej jedenastce zaczął jednak regularnie pojawiać się dopiero rok później, w wiosennym sezonie Clausura 2008 zdobywając z Cruz Azul tytuł wicemistrza kraju. Sukces ten powtórzył również pół roku później, podczas jesiennych rozgrywek Apertura 2008, natomiast w 2009 roku dotarł do finału najbardziej prestiżowych rozgrywek północnoamerykańskiego kontynentu – Ligi Mistrzów CONCACAF. W sezonie Apertura 2009 zdobył swoje trzecie wicemistrzostwo Meksyku, bezpośrednio po tym sukcesie tracąc jednak na stałe miejsce w pierwszym składzie. W 2010 roku po raz drugi doszedł z Cruz Azul do finału północnoamerykańskiej Ligi Mistrzów.
Wiosną 2012 Villaluz przeniósł się do klubu San Luis FC z siedzibą w San Luis Potosí. Tam, mimo początkowych regularnych występów, już po kilku miesiącach został relegowany do roli rezerwowego, a ogółem barwy San Luis reprezentował przez półtora roku bez większych sukcesów. W maju 2013 był bliski transferu do drużyny Tigres UANL, jednak nie przeszedł w niej testów medycznych i ostatecznie zasilił ekipę Chiapas FC z miasta Tuxtla Gutiérrez, która nabyła licencję jego dotychczasowej drużyny.
| Sezon     | Klub        | Kraj   | Rozgrywki | Mecze | Bramki |
| --------- | ----------- | ------ | --------- | ----- | ------ |
| 2005/2006 | Cruz Azul   | Meksyk | Liga MX   | 5     | 1      |
| 2006/2007 | Cruz Azul   | Meksyk | Liga MX   | 8     | 1      |
| 2007/2008 | Cruz Azul   | Meksyk | Liga MX   | 36    | 6      |
| 2008/2009 | Cruz Azul   | Meksyk | Liga MX   | 37    | 2      |
| 2009/2010 | Cruz Azul   | Meksyk | Liga MX   | 29    | 2      |
| 2010/2011 | Cruz Azul   | Meksyk | Liga MX   | 29    | 3      |
| 2011/2012 | Cruz Azul   | Meksyk | Liga MX   | 14    | 1      |
| 2011/2012 | San Luis FC | Meksyk | Liga MX   | 15    | 1      |
| 2012/2013 | San Luis FC | Meksyk | Liga MX   | 7     | 0      |
| 2013/2014 | Chiapas FC  | Meksyk | Liga MX   | 3     | 0      |
| 2014/2015 | Chiapas FC  | Meksyk | Liga MX   |       |        |

## Kariera reprezentacyjna
W 2005 roku Villaluz został powołany przez trenera Jesúsa Ramíreza do reprezentacji Meksyku U-17 na Młodzieżowe Mistrzostwa Ameryki Północnej. Tam pełnił rolę podstawowego zawodnika swojej drużyny, rozegrał wszystkie trzy spotkania w pełnym wymiarze czasowym i zdobył bramkę w konfrontacji z Kanadą (2:0), zaś jego kadra zakwalifikowała się na Mistrzostwa Świata U-17 w Peru. Podczas młodzieżowego mundialu również miał zapewnione miejsce w wyjściowej jedenastce; wystąpił w pięciu meczach, strzelając trzy gole; jednego w fazie grupowej z Urugwajem (2:0) i dwa w półfinale z Holandią (4:0), a Meksykanie zdobyli wówczas tytuł mistrzów świata, po pokonaniu w finale Brazylii (3:0). W 2006 roku znalazł się ogłoszonym przez Ramíreza składzie reprezentacji Meksyku U-23 na Igrzyska Ameryki Środkowej i Karaibów w Cartagenie. Tam był podstawowym graczem swojego zespołu i rozegrał wszystkie trzy spotkania od pierwszej do ostatniej minuty, zaś jego kadra odpadła z rozgrywek męskiego turnieju piłkarskiego w ćwierćfinale.
W 2007 roku Villaluz w barwach reprezentacji Meksyku U-20 wziął udział w kolejnych Młodzieżowych Mistrzostwa Ameryki Północnej, gdzie dwukrotnie pojawiał się na boisku, dwa razy wpisując się także na listę strzelców; w spotkaniach z Saint Kitts i Nevis (2:0) i Jamajką (2:0), natomiast jego zespół zdołał awansować na Mistrzostwa Świata U-20 w Kanadzie. Na młodzieżowym mundialu wciąż miał pewne miejsce w wyjściowym składzie i wystąpił w czterech spotkaniach, a Meksykanie, ponownie prowadzeni przez Jesúsa Ramíreza, odpadli ze światowego czempionatu w ćwierćfinale. W 2008 roku był podstawowym piłkarzem reprezentacji Meksyku U-23, trenowanej przez Hugo Sáncheza, w której barwach wystąpił w turnieju kwalifikacyjnym do Igrzysk Olimpijskich w Pekinie. Rozegrał na nim wszystkie trzy mecze w pełnym wymiarze czasowym i strzelił gola w konfrontacji z Haiti (5:1), jednak jego drużyna nie zdołała się ostatecznie dostać na olimpiadę.
W seniorskiej reprezentacji Meksyku Villaluz zadebiutował za kadencji selekcjonera Hugo Sáncheza, 22 sierpnia 2007 w przegranym 0:1 meczu towarzyskim z Kolumbią. Premierowego gola w kadrze narodowej strzelił natomiast 17 października tego samego roku w przegranym 2:3 sparingu z Gwatemalą. W późniejszym czasie występował w udanych dla jego drużyny eliminacjach do Mistrzostw Świata 2010, podczas których rozegrał dwa spotkania.